# Lore Schretzenmayr
Lore Schretzenmayr (geborene Schiepeck; * 4. Juli 1925 in Aussig; † 12. Januar 2014 in Regensburg) war eine deutsche Genealogin.

## Leben
Schretzenmayr besuchte in Aussig die Grundschule und das Gymnasium. Ihre Vertreibung nach dem Zweiten Weltkrieg führte sie mit Mutter und Schwester über Cottbus, Sachsen und den Bayerischen Wald nach Regensburg. Sie besuchte die Hotelfachschule in Bad Reichenhall und war anschließend in diesem Bereich beruflich tätig, unter anderem in Rüdesheim am Rhein. Sie war mit dem Architekten Helmut Schretzenmayr verheiratet, der bereits 1987 verstarb. Der Ehe entsprangen zwei Kinder.
Schretzenmayr trat 1968 dem Bayerischen Landesvereins für Familienkunde bei und wurde 1991 Vorsitzende von dessen Bezirksgruppe Oberpfalz. Bis zuletzt war sie Delegierte in der Landesversammlung des Vereins. 1971 war sie mit der Mitgliedsnummer 4 eines der Gründungsmitglieder der Vereinigung Sudetendeutscher Familienforscher (VSFF). In dieser Vereinigung war sie zunächst Kassenwartin und von 1995 bis 2001 Vorsitzende. Anschließend engagierte sie sich als Beirat der Vereinigung. Von 1986 bis 1990 war sie im Vorstand der Arbeitsgemeinschaft ostdeutscher Familienforscher, bis 1998 deren stellvertretende Schriftführerin und leitete 1995/96 sowie von 1997 bis 2001 die Forschungsstelle Sudetenland der Arbeitsgemeinschaft.
Schretzenmayr gehörte zu den Organisatoren der Deutschen Genealogentage 1976 in Regensburg und 1982 in Passau. Sie leitete zudem ab 1987 bis 2001 das Sudetendeutsche Genealogische Archiv (SGA) in Regensburg. Ihr Nachlass wird nun in diesem Archiv verwahrt. Nach der Wende gehörte sie zu den Mitgründern der Akademie für Genealogie, Heraldik und verwandte Wissenschaften, in deren Präsidium sie Mitglied wurde. Beigesetzt ist sie auf dem Evangelischen Zentralfriedhof in Regensburg.

## Ehrungen
- Bundesverdienstkreuz
- 1998 Ehrenmitglied der Arbeitsgemeinschaft ostdeutscher Familienforscher[4]
- 2001 Adalbert-Stifter-Medaille der Sudetendeutsche Landsmannschaft für ihre genealogischen Aktivitäten sowie ihr Engagement in der Kultur- und Frauenarbeit
- 2006 Ehrenmitglied des Bayerischen Landesvereins für Familienkunde

## Werke (Auswahl)
- Die Vorfahren von Roman Freiherr von Procházka, Sudetendeutsche Familienforschung 22, 1980, S. 321–392.
- Ahnenliste der Geschwister Stade, Sudetendeutsche Familienforschung 24, 1982, S. 14–74.
- Stamm- und Ahnenlisten der Familie Schicketanz, Sudetendeutsche Familienforschung 30/31, 1989/1990 S. 4–205.